# Copa Confederación de la CAF 2021-22
La Copa Confederación de la CAF 2021-22, llamada Total Energies CAF Confederation Cup 2021-22 por razones de patrocinio, fue la 19.ª edición del segundo torneo de fútbol a nivel de clubes más importante de África organizado por la Confederación Africana de Fútbol. El Raja Casablanca de Marruecos es el campeón defensor.
El campeón enfrentará al campeón de la Liga de Campeones de la CAF 2021-22 en la Supercopa de la CAF 2022.

## Ronda clasificatoria

### Primera ronda
| Equipo 1               | Agr.         | Equipo 2             | Ida | Vuelta |
| ---------------------- | ------------ | -------------------- | --- | ------ |
| US Ben Guerdane        | 3–2          | AS Police            | 3–1 | 0–1    |
| FAR Rabat              | 3–1          | Buffles du Borgou FC | 3–1 | 0–0    |
| Diambars               | 3–0          | Wakriya AC           |     |        |
| AS Ashanti Golden Boys | 2–4          | Bayelsa United       |     |        |
| ASC Kara               | 3–4          | ASAC Concorde        | 3–0 | 0–4    |
| Azam                   | 4–1          | Horseed              | 3–1 | 1–0    |
| URA SC                 | 5–2          | Ethiopian Coffee     | 2–1 | 3–1    |
| Atlabara               | 0–4          | Al-Ahli Merowe       | 0–2 | 0–2    |
| Futuro Kings           | 2–4          | Marumo Gallants      | 2–1 | 0–3    |
| AS Mangasport          | 0–0 (2–3 p.) | Orapa United         | 0–0 | 0–0    |
| Bumamuru               | 0–1          | Diables Noirs        | 0–0 | 0–1    |
| Red Arrows             | 2–1          | Young Buffaloes      | 2–1 | 0–0    |
| Olympique de Missiri   | 1–8          | AS Kigali            | 1–2 | 0–6    |
| Binga FC               | 5–0          | MC Breweries         | 3–0 | 2–0    |
| ASFA Yennenga          | 2–1          | FC San Pédro         | 0–0 | 2–1    |
| FC Dikhil              | 0–3          | Biashara United      | 0–1 | 0–2    |
| Hay Al-Wadi SC         | 0–4          | Al Ahli SC           |     |        |
| CFFA                   | 2–1          | Kabwe Warriors       | 0–0 | 2–1    |
| Mafunzo                | 0–4          | Interclube           | 0–1 | 0–3    |

### Segunda ronda
| Equipo 1        | Agr.         | Equipo 2           | Ida | Vuelta |
| --------------- | ------------ | ------------------ | --- | ------ |
| US Ben Guerdane | 0–5          | RS Berkane         | 0–1 | 0–4    |
| FAR Rabat       | 1–3          | JS Kabylie         | 0–1 | 1–2    |
| Diambars        | 0–4          | Enyimba            | 0–1 | 0–3    |
| Bayelsa United  | 1–4          | CS Sfaxien         | 1–0 | 0–4    |
| ASAC Concorde   | 2–3          | JS Saoura          | 1–2 | 1–1    |
| Azam            | 0–1          | Pyramids FC        | 0–0 | 0–1    |
| URA SC          | 0–1          | Al Masry           | 0–0 | 0–1    |
| Al-Ahli Merowe  | w/o          | Gor Mahia          | 1–3 | —      |
| Marumo Gallants | 3–2          | AS Vita Club       | 2–1 | 1–1    |
| Orapa United    | 2–2 (v.)     | Coton Sport        | 2–1 | 0–1    |
| Diables Noirs   | 0–1          | Orlando Pirates    | 0–0 | 0–1    |
| Red Arrows      | 1–0          | Primeiro de Agosto | 1–0 | 0–0    |
| AS Kigali       | 2–4          | DC Motema Pembe    | 1–2 | 1–2    |
| Binga FC        | 1–1 (7–6 p.) | ASFA Yennenga      | 0–1 | 1–0    |
| Biashara United | 2–3          | Al Ahli            | 2–0 | 0–3    |
| CFFA            | w/o          | Interclube         | 0–3 | —      |

### Play-off
| Equipo 1       | Agr.         | Equipo 2        | Ida | Vuelta |
| -------------- | ------------ | --------------- | --- | ------ |
| Zanaco         | 3–2          | Binga           | 3–0 | 0–2    |
| Simba          | 4–2          | Red Arrows      | 3–0 | 1–2    |
| Mazembe        | 1–0          | Marumo Gallants | 1–0 | 0–0    |
| Mimosas        | 5–2          | Interclube      | 2–0 | 3–2    |
| Nouadhibou     | 0–2          | Coton Sport     | 0–0 | 0–2    |
| US GN          | 2–1          | Motema Pembe    | 2–0 | 0–1    |
| Otôho          | 2–1          | Gor Mahia       | 1–0 | 1–1    |
| APR            | 1–2          | Berkane         | 0–0 | 1–2    |
| Tusker         | 0–1          | Sfaxien         | 0–0 | 0–1    |
| Hearts of Oak  | 2–4          | Saoura          | 2–0 | 0–4    |
| Rivers United  | 2–2 (v.)     | Al-Masry        | 2–1 | 0–1    |
| Stade Malien   | 1–1 (2–4 p.) | Al-Ahli         | 1–0 | 0–1    |
| Al-Ittihad     | w/o          | Enyimba         | —   | 0–2    |
| Maniema Union  | 0–2          | Pyramids        | 0–1 | 0–1    |
| Oilers         | w/o          | Orlando Pirates | 0–2 | —      |
| Royal Leopards | 2–2 (v.)     | Kabylie         | 1–0 | 1–2    |

## Sorteo
El sorteo de la Fase de grupos se celebró el 28 de diciembre de 2021 a las 11:00 GMT (13:00 hora local, UTC+2), en la sede de la CAF en El Cairo, Egipto. Al momento del sorteo la llave entre Kabylie y Royal Leopards no estaba definida y el ganador fue directamente asignado al Bombo 1.
| Bombo   | Bombo 1                                                                             | Bombo 2                                                                               | Bombo 3                                                                  | Bombo 4                                                                 |
| ------- | ----------------------------------------------------------------------------------- | ------------------------------------------------------------------------------------- | ------------------------------------------------------------------------ | ----------------------------------------------------------------------- |
| Equipos | - Mazembe (45 pts) - Berkane (41 pts) - Pyramids (31 pts) - Royal Leopards (28 pts) | - Simba (24 pts) - Sfaxien (21 pts) - Coton Sport (16 pts) - Orlando Pirates (16 pts) | - Al-Masry (14 pts) - Zanaco (10 pts) - Saoura (6 pts) - Mimosas (5 pts) | - Al-Ahli (3 pts) - Otôho (1.5 pts) - USGN (0 pts) - Al-Ittihad (0 pts) |

## Fase de grupos
Los equipos se clasificaron de acuerdo con puntos (3 puntos por una victoria, 1 punto por un empate, 0 puntos por una derrota). Si estaban empatado en puntos, los criterios de desempate se aplicaron en el siguiente orden (Regulaciones III. 20 y 21):
1. Puntos en partidos cara a cara entre equipos empatados;
2. Diferencia de goles en partidos cara a cara entre equipos empatados;
3. Goles anotados en partidos cara a cara entre equipos empatados;
4. Goles de visitante anotados en partidos cara a cara entre equipos empatados;
5. Si más de dos equipos están empatados, y después de aplicar todos los criterios en partidos cara a cara anteriores, un subconjunto de equipos todavía está empatado, todos los criterios en partidos cara a cara anteriores se vuelven a aplicar exclusivamente a este subconjunto de equipos;
6. Diferencia de goles en todos los partidos de grupo;
7. Goles anotados en todos los partidos del grupo;
8. Goles de visitante marcados en todos los partidos de grupo;
9. Sorteo.

### Grupo A
| Pos. | Equipo   | Pts. | PJ | G | E | P | GF | GC | Dif. | Clasificación    |     | AHL | PYR | SFX | ZAN |
| ---- | -------- | ---- | -- | - | - | - | -- | -- | ---- | ---------------- | --- | --- | --- | --- | --- |
| 1    | Al-Ahli  | 13   | 6  | 4 | 1 | 1 | 9  | 5  | +4   | Cuartos de final |     | —   | 1–0 | 2–1 | 2–0 |
| 2    | Pyramids | 13   | 6  | 4 | 1 | 1 | 7  | 3  | +4   | Cuartos de final |     | 2–1 | —   | 1–0 | 1–0 |
| 3    | Sfaxien  | 5    | 6  | 1 | 2 | 3 | 3  | 5  | −2   |                  |     | 0–0 | 1–1 | —   | 1–0 |
| 4    | Zanaco   | 3    | 6  | 1 | 0 | 5 | 3  | 9  | −6   |                  | 2–3 | 0–2 | 1–0 | —   |     |

 Fuente: CAF
Notas:
1. 1 2  Puntos en partidos directos: Al-Ahli 3, Pyramids 3. Goles de visitante en partidos directos: Al-Ahli 1, Pyramids 0.

| \| Fecha \| Estadio (Ciudad) \| Local \| Resultado \| Visitante \| \| --------------------- \| ------------------------------ \| -------- \| --------- \| --------- \| \| 13 de febrero de 2022 \| Estadio 30 de Junio (El Cairo) \| Pyramids \| 2 – 1 \| Al-Ahli \| \| 13 de febrero de 2022 \| Taïeb Mhiri (Sfax) \| Sfaxien \| 1 – 0 \| Zanaco \| \| 20 de febrero de 2022 \| Héroes Nacionales (Lusaka) \| Zanaco \| 0 – 2 \| Pyramids \| \| 20 de febrero de 2022 \| Mártires de Febrero (Bengasi) \| Al-Ahli \| 2 – 1 \| Sfaxien \| \| 27 de febrero de 2022 \| Estadio 30 de Junio (El Cairo) \| Pyramids \| 1 – 0 \| Sfaxien \| \| 27 de febrero de 2022 \| Mártires de Febrero (Bengasi) \| Al-Ahli \| 2 – 0 \| Zanaco \| \| 13 de marzo de 2022 \| Héroes Nacionales (Lusaka) \| Zanaco \| 2 – 3 \| Al-Ahli \| \| 13 de marzo de 2022 \| Taïeb Mhiri (Sfax) \| Sfaxien \| 1 – 1 \| Pyramids \| \| 20 de marzo de 2022 \| Héroes Nacionales (Lusaka) \| Zanaco \| 1 – 0 \| Sfaxien \| \| 20 de marzo de 2022 \| Mártires de Febrero (Bengasi) \| Al-Ahli \| 1 – 0 \| Pyramids \| \| 3 de abril de 2022 \| Estadio 30 de Junio (El Cairo) \| Pyramids \| 1 – 0 \| Zanaco \| \| 3 de abril de 2022 \| Taïeb Mhiri (Sfax) \| Sfaxien \| 0 – 0 \| Al-Ahli \| |                                |          |           |           |
| Fecha | Estadio (Ciudad)               | Local    | Resultado | Visitante |
| 13 de febrero de 2022 | Estadio 30 de Junio (El Cairo) | Pyramids | 2 – 1     | Al-Ahli   |
| 13 de febrero de 2022 | Taïeb Mhiri (Sfax)             | Sfaxien  | 1 – 0     | Zanaco    |
| 20 de febrero de 2022 | Héroes Nacionales (Lusaka)     | Zanaco   | 0 – 2     | Pyramids  |
| 20 de febrero de 2022 | Mártires de Febrero (Bengasi)  | Al-Ahli  | 2 – 1     | Sfaxien   |
| 27 de febrero de 2022 | Estadio 30 de Junio (El Cairo) | Pyramids | 1 – 0     | Sfaxien   |
| 27 de febrero de 2022 | Mártires de Febrero (Bengasi)  | Al-Ahli  | 2 – 0     | Zanaco    |
| 13 de marzo de 2022 | Héroes Nacionales (Lusaka)     | Zanaco   | 2 – 3     | Al-Ahli   |
| 13 de marzo de 2022 | Taïeb Mhiri (Sfax)             | Sfaxien  | 1 – 1     | Pyramids  |
| 20 de marzo de 2022 | Héroes Nacionales (Lusaka)     | Zanaco   | 1 – 0     | Sfaxien   |
| 20 de marzo de 2022 | Mártires de Febrero (Bengasi)  | Al-Ahli  | 1 – 0     | Pyramids  |
| 3 de abril de 2022 | Estadio 30 de Junio (El Cairo) | Pyramids | 1 – 0     | Zanaco    |
| 3 de abril de 2022 | Taïeb Mhiri (Sfax)             | Sfaxien  | 0 – 0     | Al-Ahli   |

### Grupo B
| Pos. | Equipo          | Pts. | PJ | G | E | P | GF | GC | Dif. | Clasificación    |     | OPI | ITT | SAO | RYL |
| ---- | --------------- | ---- | -- | - | - | - | -- | -- | ---- | ---------------- | --- | --- | --- | --- | --- |
| 1    | Orlando Pirates | 13   | 6  | 4 | 1 | 1 | 15 | 5  | +10  | Cuartos de final |     | —   | 0–0 | 2–0 | 3–0 |
| 2    | Al-Ittihad      | 11   | 6  | 3 | 2 | 1 | 9  | 7  | +2   | Cuartos de final |     | 3–2 | —   | 1–1 | 3–2 |
| 3    | Saoura          | 10   | 6  | 3 | 1 | 2 | 6  | 5  | +1   |                  |     | 0–2 | 1–0 | —   | 2–0 |
| 4    | Royal Leopards  | 0    | 6  | 0 | 0 | 6 | 5  | 18 | −13  |                  | 2–6 | 1–2 | 0–2 | —   |     |

 Fuente: CAF
| \| Fecha \| Estadio (Ciudad) \| Local \| Resultado \| Visitante \| \| --------------------- \| ------------------------------------- \| --------------- \| --------- \| --------------- \| \| 13 de febrero de 2022 \| Orlando (Johannesburgo) \| Orlando Pirates \| 2 – 0 \| Saoura \| \| 6 de marzo de 2022 \| Centro Deportivo Mavuso (Manzini) \| Royal Leopards \| 1 – 2 \| Al-Ittihad \| \| 20 de febrero de 2022 \| Mártires de Febrero (Bengasi) \| Al-Ittihad \| 3 – 2 \| Orlando Pirates \| \| 20 de febrero de 2022 \| Estadio 20 de agosto de 1955 (Béchar) \| Saoura \| 2 – 0 \| Royal Leopards \| \| 27 de febrero de 2022 \| Mártires de Febrero (Bengasi) \| Al-Ittihad \| 1 – 1 \| Saoura \| \| 27 de febrero de 2022 \| Centro Deportivo Mavuso (Manzini) \| Royal Leopards \| 2 – 6 \| Orlando Pirates \| \| 13 de marzo de 2022 \| Orlando (Johannesburgo) \| Orlando Pirates \| 3 – 0 \| Royal Leopards \| \| 13 de marzo de 2022 \| Estadio 20 de agosto de 1955 (Béchar) \| Saoura \| 1 – 0 \| Al-Ittihad \| \| 20 de marzo de 2022 \| Mártires de Febrero (Bengasi) \| Al-Ittihad \| 3 – 2 \| Royal Leopards \| \| 20 de marzo de 2022 \| Estadio 20 de agosto de 1955 (Béchar) \| Saoura \| 0 – 2 \| Orlando Pirates \| \| 3 de abril de 2022 \| Centro Deportivo Mavuso (Manzini) \| Royal Leopards \| 0 – 2 \| Saoura \| \| 3 de abril de 2022 \| Orlando (Johannesburgo) \| Orlando Pirates \| 0 – 0 \| Al-Ittihad \| |                                       |                 |           |                 |
| Fecha | Estadio (Ciudad)                      | Local           | Resultado | Visitante       |
| 13 de febrero de 2022 | Orlando (Johannesburgo)               | Orlando Pirates | 2 – 0     | Saoura          |
| 6 de marzo de 2022 | Centro Deportivo Mavuso (Manzini)     | Royal Leopards  | 1 – 2     | Al-Ittihad      |
| 20 de febrero de 2022 | Mártires de Febrero (Bengasi)         | Al-Ittihad      | 3 – 2     | Orlando Pirates |
| 20 de febrero de 2022 | Estadio 20 de agosto de 1955 (Béchar) | Saoura          | 2 – 0     | Royal Leopards  |
| 27 de febrero de 2022 | Mártires de Febrero (Bengasi)         | Al-Ittihad      | 1 – 1     | Saoura          |
| 27 de febrero de 2022 | Centro Deportivo Mavuso (Manzini)     | Royal Leopards  | 2 – 6     | Orlando Pirates |
| 13 de marzo de 2022 | Orlando (Johannesburgo)               | Orlando Pirates | 3 – 0     | Royal Leopards  |
| 13 de marzo de 2022 | Estadio 20 de agosto de 1955 (Béchar) | Saoura          | 1 – 0     | Al-Ittihad      |
| 20 de marzo de 2022 | Mártires de Febrero (Bengasi)         | Al-Ittihad      | 3 – 2     | Royal Leopards  |
| 20 de marzo de 2022 | Estadio 20 de agosto de 1955 (Béchar) | Saoura          | 0 – 2     | Orlando Pirates |
| 3 de abril de 2022 | Centro Deportivo Mavuso (Manzini)     | Royal Leopards  | 0 – 2     | Saoura          |
| 3 de abril de 2022 | Orlando (Johannesburgo)               | Orlando Pirates | 0 – 0     | Al-Ittihad      |

### Grupo C
| Pos. | Equipo      | Pts. | PJ | G | E | P | GF | GC | Dif. | Clasificación    |     | TPM | MSR | OTO | COT |
| ---- | ----------- | ---- | -- | - | - | - | -- | -- | ---- | ---------------- | --- | --- | --- | --- | --- |
| 1    | Mazembe     | 11   | 6  | 3 | 2 | 1 | 8  | 6  | +2   | Cuartos de final |     | —   | 2–0 | 1–0 | 1–0 |
| 2    | Al-Masry    | 10   | 6  | 3 | 1 | 2 | 5  | 3  | +2   | Cuartos de final |     | 2–0 | —   | 1–0 | 2–0 |
| 3    | Otôho       | 8    | 6  | 2 | 2 | 2 | 5  | 5  | 0    |                  |     | 2–2 | 1–0 | —   | 1–1 |
| 4    | Coton Sport | 3    | 6  | 0 | 3 | 3 | 3  | 7  | −4   |                  | 2–2 | 0–0 | 0–1 | —   |     |

 Fuente: CAF
| \| Fecha \| Estadio (Ciudad) \| Local \| Resultado \| Visitante \| \| --------------------- \| ------------------------------------- \| ----------- \| --------- \| ----------- \| \| 13 de febrero de 2022 \| TP Mazembe (Lubumbashi) \| Mazembe \| 1 – 0 \| Otôho \| \| 13 de febrero de 2022 \| Estadio de la Reunificación (Duala) \| Coton Sport \| 0 – 0 \| Al-Masry \| \| 20 de febrero de 2022 \| Borg El Arab (Alejandría) \| Al-Masry \| 2 – 0 \| Mazembe \| \| 23 de febrero de 2022 \| Alphonse Massemba-Débat (Brazzaville) \| Otôho \| 1 – 1 \| Coton Sport \| \| 27 de febrero de 2022 \| Alphonse Massemba-Débat (Brazzaville) \| Otôho \| 1 – 0 \| Al-Masry \| \| 27 de febrero de 2022 \| TP Mazembe (Lubumbashi) \| Mazembe \| 1 – 0 \| Coton Sport \| \| 13 de marzo de 2022 \| Estadio de la Reunificación (Duala) \| Coton Sport \| 2 – 2 \| Mazembe \| \| 13 de marzo de 2022 \| Borg El Arab (Alejandría) \| Al-Masry \| 1 – 0 \| Otôho \| \| 20 de marzo de 2022 \| Borg El Arab (Alejandría) \| Al-Masry \| 2 – 0 \| Coton Sport \| \| 20 de marzo de 2022 \| Alphonse Massemba-Débat (Brazzaville) \| Otôho \| 2 – 2 \| Mazembe \| \| 3 de abril de 2022 \| TP Mazembe (Lubumbashi) \| Mazembe \| 2 – 0 \| Al-Masry \| \| 3 de abril de 2022 \| Estadio de la Reunificación (Duala) \| Coton Sport \| 0 – 1 \| Otôho \| |                                       |             |           |             |
| Fecha | Estadio (Ciudad)                      | Local       | Resultado | Visitante   |
| 13 de febrero de 2022 | TP Mazembe (Lubumbashi)               | Mazembe     | 1 – 0     | Otôho       |
| 13 de febrero de 2022 | Estadio de la Reunificación (Duala)   | Coton Sport | 0 – 0     | Al-Masry    |
| 20 de febrero de 2022 | Borg El Arab (Alejandría)             | Al-Masry    | 2 – 0     | Mazembe     |
| 23 de febrero de 2022 | Alphonse Massemba-Débat (Brazzaville) | Otôho       | 1 – 1     | Coton Sport |
| 27 de febrero de 2022 | Alphonse Massemba-Débat (Brazzaville) | Otôho       | 1 – 0     | Al-Masry    |
| 27 de febrero de 2022 | TP Mazembe (Lubumbashi)               | Mazembe     | 1 – 0     | Coton Sport |
| 13 de marzo de 2022 | Estadio de la Reunificación (Duala)   | Coton Sport | 2 – 2     | Mazembe     |
| 13 de marzo de 2022 | Borg El Arab (Alejandría)             | Al-Masry    | 1 – 0     | Otôho       |
| 20 de marzo de 2022 | Borg El Arab (Alejandría)             | Al-Masry    | 2 – 0     | Coton Sport |
| 20 de marzo de 2022 | Alphonse Massemba-Débat (Brazzaville) | Otôho       | 2 – 2     | Mazembe     |
| 3 de abril de 2022 | TP Mazembe (Lubumbashi)               | Mazembe     | 2 – 0     | Al-Masry    |
| 3 de abril de 2022 | Estadio de la Reunificación (Duala)   | Coton Sport | 0 – 1     | Otôho       |

### Grupo D
| Pos. | Equipo  | Pts. | PJ | G | E | P | GF | GC | Dif. | Clasificación    |     | BER | SIM | MIM | USG |
| ---- | ------- | ---- | -- | - | - | - | -- | -- | ---- | ---------------- | --- | --- | --- | --- | --- |
| 1    | Berkane | 10   | 6  | 3 | 1 | 2 | 11 | 9  | +2   | Cuartos de final |     | —   | 2–0 | 1–0 | 5–3 |
| 2    | Simba   | 10   | 6  | 3 | 1 | 2 | 9  | 7  | +2   | Cuartos de final |     | 1–0 | —   | 3–1 | 4–0 |
| 3    | Mimosas | 9    | 6  | 3 | 0 | 3 | 9  | 8  | +1   |                  |     | 3–1 | 3–0 | —   | 2–1 |
| 4    | USGN    | 5    | 6  | 1 | 2 | 3 | 9  | 14 | −5   |                  | 2–2 | 1–1 | 2–0 | —   |     |

 Fuente: CAF
Notas:
1. 1 2  Puntos en partidos directos: Berkane 3, Simba 3. Diferencia de gol en partidos directos: Berkane +1, Simba –1.

| \| Fecha \| Estadio (Ciudad) \| Local \| Resultado \| Visitante \| \| --------------------- \| ------------------------------- \| ------- \| --------- \| --------- \| \| 13 de febrero de 2022 \| Nacional (Dar es-Salam) \| Simba \| 3 – 1 \| Mimosas \| \| 13 de febrero de 2022 \| Municipal (Berkán) \| Berkane \| 5 – 3 \| USGN \| \| 20 de febrero de 2022 \| Robert Champroux (Abiyán) \| Mimosas \| 3 – 1 \| Berkane \| \| 20 de febrero de 2022 \| General Seyni Kountché (Niamey) \| USGN \| 1 – 1 \| Simba \| \| 27 de febrero de 2022 \| General Seyni Kountché (Niamey) \| USGN \| 2 – 0 \| Mimosas \| \| 27 de febrero de 2022 \| Municipal (Berkán) \| Berkane \| 2 – 0 \| Simba \| \| 13 de marzo de 2022 \| Nacional (Dar es-Salam) \| Simba \| 1 – 0 \| Berkane \| \| 13 de marzo de 2022 \| Robert Champroux (Abiyán) \| Mimosas \| 2 – 1 \| USGN \| \| 20 de marzo de 2022 \| General Seyni Kountché (Niamey) \| USGN \| 2 – 2 \| Berkane \| \| 20 de marzo de 2022 \| Robert Champroux (Abiyán) \| Mimosas \| 3 – 0 \| Simba \| \| 3 de abril de 2022 \| Municipal (Berkán) \| Berkane \| 1 – 0 \| Mimosas \| \| 3 de abril de 2022 \| Nacional (Dar es-Salam) \| Simba \| 4 – 0 \| USGN \| |                                 |         |           |           |
| Fecha | Estadio (Ciudad)                | Local   | Resultado | Visitante |
| 13 de febrero de 2022 | Nacional (Dar es-Salam)         | Simba   | 3 – 1     | Mimosas   |
| 13 de febrero de 2022 | Municipal (Berkán)              | Berkane | 5 – 3     | USGN      |
| 20 de febrero de 2022 | Robert Champroux (Abiyán)       | Mimosas | 3 – 1     | Berkane   |
| 20 de febrero de 2022 | General Seyni Kountché (Niamey) | USGN    | 1 – 1     | Simba     |
| 27 de febrero de 2022 | General Seyni Kountché (Niamey) | USGN    | 2 – 0     | Mimosas   |
| 27 de febrero de 2022 | Municipal (Berkán)              | Berkane | 2 – 0     | Simba     |
| 13 de marzo de 2022 | Nacional (Dar es-Salam)         | Simba   | 1 – 0     | Berkane   |
| 13 de marzo de 2022 | Robert Champroux (Abiyán)       | Mimosas | 2 – 1     | USGN      |
| 20 de marzo de 2022 | General Seyni Kountché (Niamey) | USGN    | 2 – 2     | Berkane   |
| 20 de marzo de 2022 | Robert Champroux (Abiyán)       | Mimosas | 3 – 0     | Simba     |
| 3 de abril de 2022 | Municipal (Berkán)              | Berkane | 1 – 0     | Mimosas   |
| 3 de abril de 2022 | Nacional (Dar es-Salam)         | Simba   | 4 – 0     | USGN      |

## Fase final

### Equipos clasificados
| Grupo | Primeros        | Segundos   |
| ----- | --------------- | ---------- |
| A     | Al-Ahli         | Pyramids   |
| B     | Orlando Pirates | Al-Ittihad |
| C     | Mazembe         | Al-Masry   |
| D     | Berkane         | Simba      |

### Cuadro de desarrollo
Los 8 equipos clasificados son divididos en cuatro enfrentamientos a eliminación directa a partidos de ida y vuelta. Se toma el criterio de la regla del gol de visitante en caso de igualar en el marcador global, de persistir el empate se juega directamente una tanda de penales, en consecuencia en ninguna instancia habrá tiempo extra.
El sorteo de la fase final (cuartos de final y semifinales) se llevó a cabo el 5 de abril de 2022.
|  | Cuartos de final | Cuartos de final | Cuartos de final | Cuartos de final |   |                 | Semifinales | Semifinales | Semifinales | Semifinales |  |                 | Final | Final |  |
|  |                  |                  |                  |                  |   |                 |             |             |             |             |  |                 |       |       |  |
|  |                  |                  |                  |                  |   |                 |             |             |             |             |  |                 |       |       |  |
|  | Orlando Pirates  | 0                | 1                | 1 (4)            |   |                 |             |             |             |             |  |                 |       |       |  |
|  | Orlando Pirates  | 0                | 1                | 1 (4)            |   |                 |             |             |             |             |  |                 |       |       |  |
|  | Simba            | 1                | 0                | 1 (3)            |   |                 |             |             |             |             |  |                 |       |       |  |
|  | Simba            | 1                | 0                | 1 (3)            |   | Orlando Pirates | 2           | 0           | 2           |             |  |                 |       |       |  |
|  |                  |                  |                  |                  |   | Orlando Pirates | 2           | 0           | 2           |             |  |                 |       |       |  |
|  |                  |                  | Al-Ahli          | 0                | 1 | 1               |             |             |             |             |  |                 |       |       |  |
|  | Al-Ahli          | 0                | Al-Ahli          | 0                | 1 | 1               | 1           | 1           |             |             |  |                 |       |       |  |
|  | Al-Ahli          | 0                |                  |                  |   |                 |             |             |             |             |  |                 |       |       |  |
|  | Al-Ittihad       | 0                | 0                | 0                |   |                 |             |             |             |             |  |                 |       |       |  |
|  | Al-Ittihad       | 0                | 0                | 0                |   |                 |             |             |             |             |  | Orlando Pirates | 1 (4) |       |  |
|  |                  |                  |                  |                  |   |                 |             |             |             |             |  | Orlando Pirates | 1 (4) |       |  |
|  |                  |                  | Berkane          | 1 (5)            |   |                 |             |             |             |             |  |                 |       |       |  |
|  | Berkane (v.)     | 1                | Berkane          | 1 (5)            | 1 | 2               |             |             |             |             |  |                 |       |       |  |
|  | Berkane (v.)     | 1                |                  |                  |   |                 |             |             |             |             |  |                 |       |       |  |
|  | Al-Masry         | 2                | 0                | 2                |   |                 |             |             |             |             |  |                 |       |       |  |
|  | Al-Masry         | 2                | 0                | 2                |   | Berkane         | 0           | 4           | 4           |             |  |                 |       |       |  |
|  |                  |                  |                  |                  |   | Berkane         | 0           | 4           | 4           |             |  |                 |       |       |  |
|  |                  |                  | Mazembe          | 1                | 1 | 2               |             |             |             |             |  |                 |       |       |  |
|  | Mazembe          | 0                | Mazembe          | 1                | 1 | 2               | 2           | 2           |             |             |  |                 |       |       |  |
|  | Mazembe          | 0                |                  |                  |   |                 |             |             |             |             |  |                 |       |       |  |
|  | Pyramids         | 0                | 0                | 0                |   |                 |             |             |             |             |  |                 |       |       |  |
|  | Pyramids         | 0                | 0                | 0                |   |                 |             |             |             |             |  |                 |       |       |  |
|  |                  |                  |                  |                  |   |                 |             |             |             |             |  |                 |       |       |  |

### Cuartos de final
Orlando Pirates – Simba
| Ida; 17 de abril de 2022 | Simba              | 1:0 (0:0) | Orlando Pirates | Estadio Nacional, Dar es-Salam |                            |
| 19:00 (UTC+3)            | Kapombe 68' (pen.) | Reporte   |                 | Árbitro(s): Haythem Guirat     | Árbitro(s): Haythem Guirat |

| Vuelta; 24 de abril de 2022 | Orlando Pirates                           | 1:0 (0:0) (4:3 p.)(Global 1:1) | Simba                                            | Estadio Orlando, Johannesburgo |                             |
| 18:00 (UTC+2)               | Peprah 60'                                | Reporte                        |                                                  | Árbitro(s): Bernard Camille    | Árbitro(s): Bernard Camille |
|                             |                                           | Tiros desde el punto penal     |                                                  |                                |                             |
|                             | Hotto · Mhango · Mabasa · Dlamini · Ofori |                                | Mkude · Kapombe · Inonga Baka · Kagere · Hussein |                                |                             |

- Orlando Pirates clasifica a Semifinales tras ganar 4–3 en los tiros desde el punto penal, el resultado global fue de 1–1.

Al-Ahli – Al-Ittihad
| Ida; 17 de abril de 2022 | Al-Ittihad | 0:0     | Al-Ahli | Estadio Mártires de Febrero, Bengasi |                            |
| 22:00 (UTC+2)            |            | Reporte |         | Árbitro(s): Mohamed Marouf           | Árbitro(s): Mohamed Marouf |

| Vuelta; 24 de abril de 2022 | Al-Ahli  | 1:0 (1:0) (Global 1:0) | Al-Ittihad | Estadio Mártires de Febrero, Bengasi |                              |
| 22:00 (UTC+2)               | Ayed 19' | Reporte                |            | Árbitro(s): Mustapha Ghorbal         | Árbitro(s): Mustapha Ghorbal |

- Al-Ahli clasifica a Semifinales con un resultado global de 1–0.

Mazembe – Pyramids
| Ida; 17 de abril de 2022 | Pyramids | 0:0     | Mazembe | Estadio 30 de Junio, El Cairo |                          |
| 22:00 (UTC+2)            |          | Reporte |         | Árbitro(s): Dahane Beida      | Árbitro(s): Dahane Beida |

| Vuelta; 24 de abril de 2022 | Mazembe                          | 2:0 (2:0) | Pyramids | Stade TP Mazembe, Lubumbashi |                          |
| 15:00 (UTC+2)               | Kouamé Koffi 33' · Kitambala 44' | Reporte   |          | Árbitro(s): Joshua Bondo     | Árbitro(s): Joshua Bondo |

- Mazembe clasifica a Semifinales con un resultado global de 2–0.

Berkane – Al-Masry
| Ida; 17 de abril de 2022 | Al-Masry               | 2:1 (1:1) | Berkane      | Estadio Borg El Arab, Alejandría |                           |
| 22:00 (UTC+2)            | Marei 10' · Ayouni 82' | Reporte   | Regragui 17' | Árbitro(s): Boubou Traoré        | Árbitro(s): Boubou Traoré |

| Vuelta; 24 de abril de 2022 | Berkane           | 1:0 (1:0) (Global 2:2) | Al-Masry | Estadio Municipal, Berkán |                         |
| 22:00 (UTC±0)               | Elfahli 7' (pen.) | Reporte                |          | Árbitro(s): Sadok Selmi   | Árbitro(s): Sadok Selmi |

- Berkane clasifica a Semifinales gracias a la regla del gol de visitante, tras empatar en el resultado global 2–2.

### Semifinales
Orlando Pirates – Al-Ahli
| Ida; 8 de mayo de 2022 | Al-Ahli | 0:2 (0:2) | Orlando Pirates       | Estadio Mártires de Febrero, Bengasi |                            |
| 18:00 (UTC+2)          |         | Reporte   | Maela 8' · Mosele 29' | Árbitro(s): Redouane Jiyed           | Árbitro(s): Redouane Jiyed |

| Vuelta; 15 de mayo de 2022 | Orlando Pirates | 0:1 (0:0) (Global 2:1) | Al-Ahli    | Estadio Orlando, Johannesburgo |                            |
| 18:00 (UTC+2)              |                 | Reporte                | Arqoub 89' | Árbitro(s): Bakary Gassama     | Árbitro(s): Bakary Gassama |

- Orlando Pirates clasifica a la Final con un resultado global de 2–1.

Berkane – Mazembe
| Ida; 8 de mayo de 2022 | Mazembe      | 1:0 (0:0) | Berkane | Stade TP Mazembe, Lubumbashi           |                                        |
| 15:00 (UTC+2)          | Bakata 90+5' | Reporte   |         | Árbitro(s): Hélder Martins de Carvalho | Árbitro(s): Hélder Martins de Carvalho |

| Vuelta; 15 de mayo de 2022 | Berkane                                              | 4:1 (1:1) (Global 4:2) | Mazembe      | Estadio Municipal, Berkán    |                              |
| 20:00 (UTC±0)              | El-Helali 10' · Naji 79' · Elfahli 88' (pen.), 90+6' | Reporte                | Kinzumbi 11' | Árbitro(s): Maguette N'Diaye | Árbitro(s): Maguette N'Diaye |

- Berkane clasifica a la Final con un resultado global de 4–2.

### Final
| 20 de mayo de 2022 | Orlando Pirates                        | 1:1 (0:0, 0:0) (t. s.)(4:5 p.) | Berkane                                               | Estadio Godswill Akpabio, Uyo |                           |
| 20:00 (UTC+1)      | Lorch 117'                             | Reporte                        | El Fahli 97' (pen.)                                   | Árbitro(s): Janny Sikazwe     | Árbitro(s): Janny Sikazwe |
|                    |                                        | Tiros desde el punto penal     |                                                       |                               |                           |
|                    | Jele · Lorch · Mabaso · Monare · Ofori |                                | El Moussaoui · Zghoudi · Mokadem · Dayo · El Bahraoui |                               |                           |

|                            |
| Bandera de Marruecos       |
| Campeón Berkane 2.º título |

## Top goalscorers
| # | Futbolista         | Equipo          | MD1 | MD2 | MD3 | MD4 | MD5 | MD6 | QF1 | QF2 | SF1 | SF2 | F | Total |
| - | ------------------ | --------------- | --- | --- | --- | --- | --- | --- | --- | --- | --- | --- | - | ----- |
| 1 | Victorien Adebayor | USGN            | 2   |     | 1   | 1   | 2   |     |     |     |     |     |   | 6     |
| 2 | Youssef El Fahli   | RS Berkane      |     |     |     |     | 1   |     |     | 1   |     | 2   | 1 | 5     |
| 3 | Bandile Shandu     | Orlando Pirates | 1   | 2   | 1   |     |     |     |     |     |     |     |   | 4     |
| 3 | Karim Konaté       | ASEC Mimosas    |     | 1   |     | 2   | 1   |     |     |     |     |     |   | 4     |
| 5 | Charki El Bahri    | RS Berkane      | 1   | 1   | 1   |     |     |     |     |     |     |     |   | 3     |
| 5 | Stephane Aziz Ki   | ASEC Mimosas    | 1   | 1   |     |     | 1   |     |     |     |     |     |   | 3     |
| 5 | Mouad Fekkak       | RS Berkane      | 2   |     |     |     | 1   |     |     |     |     |     |   | 3     |
| 5 | Sanad Al Warfali   | Al Ittihad      |     | 1   |     |     | 2   |     |     |     |     |     |   | 3     |
| 5 | Kabelo Dlamini     | Orlando Pirates |     |     | 1   | 1   | 1   |     |     |     |     |     |   | 3     |